# Julie K. Smith
Pour les articles homonymes, voir Smith et Julie Smith.
Julie K. Smith est une actrice américaine née le 18 août 1967 à Nuremberg en Allemagne.

## Biographie
Julie K. Smith est spécialisée dans les films érotiques.
En février 1993, elle a été Penthouse Pet of the Month.

## Filmographie
- 1976 : Bugsy Malone
- 1987 : Pretty Smart : Samantha Falconwright
- 1987 : Disorderlies
- 1987 : Mankillers
- 1988 : Angel III: The Final Chapter : Darlene
- 1991 : Le Dernier Samaritain (The Last Boy Scout) : la danseuse
- 1993 : Penthouse Hot Numbers Deluxe (jeu vidéo)
- 1994 : The Dallas Connection : Cobra
- 1994 : Score with Chicks
- 1995 : The Wasp Woman (téléfilm) : Carla
- 1995 : Midnight Tease II : Cherry
- 1996 : Day of the Warrior : Cobra
- 1996-1997 : Erotic Confessions (série télévisée) : Vixen / Monica / Dana
- 1997 : Sorceress II: The Temptress : Katlin
- 1997 : Breast Men (téléfilm) : Dawn
- 1997 : Strap-On Adventure (court métrage)
- 1997 : Pamela: The Re-enactment
- 1998 : The Process : la secrétaire
- 1998 : L.E.T.H.A.L. Ladies: Return to Savage Beach : Cobra
- 2000 : The Bare Wench Project : Chloe
- 2001 : Survivors Exposed : Ruby Sparrow
- 2001 : Sluts & Losers : la serveuse sexy
- 2002 : Wolfhound
- 2002 : The Bare Wench Project 3: Nymphs of Mystery Mountain
- 2003 : Baberellas : Anna
- 2003 : Cheerleader Massacre : Buzzy, la fille Flashback
- 2003 : Bare Wench Project: Uncensored : Julie / Chloe / Zoe
- 2003 : Bad Bizness : Alexa Kingston
- 2005 : Call Girl Wives (téléfilm) : Julie la doublure
- 2005 : Lust Connection (téléfilm) : Sasha
- 2005 : The Witches of Breastwick : Lola
- 2005 : Bare Wench: The Final Chapter (téléfilm) : Zoe
- 2006 : The Lair of Sinful Thoughts
- 2007 : The Da Vinci Coed (téléfilm) : Chesty Drawers
- 2009 : Cleavagefield (téléfilm)
- 2010 : The Hills Have Thighs : Mary
- 2011 : Sexy Wives Sindrome (téléfilm) : Dr. Anderson / Jane Grabowski
- 2013 : Bare-Naked Survivor Again : Ruby Sparrow
- 2013 : Hypnotika (téléfilm)
- 2018 : Dirty Dead Con Men : la fille sexy